# Das Gold von Caxamalca

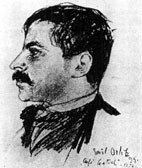
Jakob Wassermann (1873–1934)

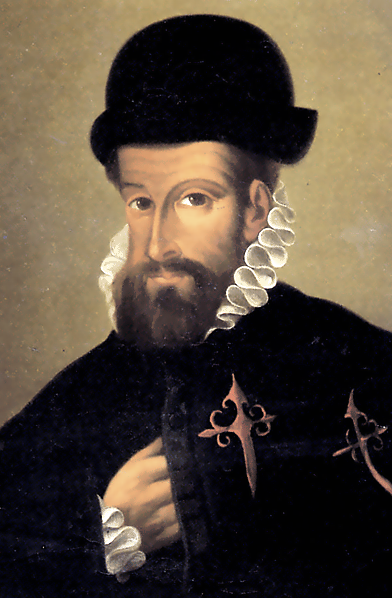
Francesco Pizarro (1476–1541)

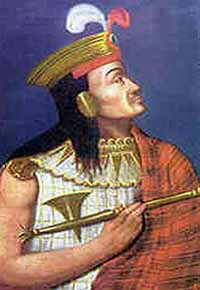
Atahuallpa (zwischen 1500 und 1533) bei der Gefangennahme

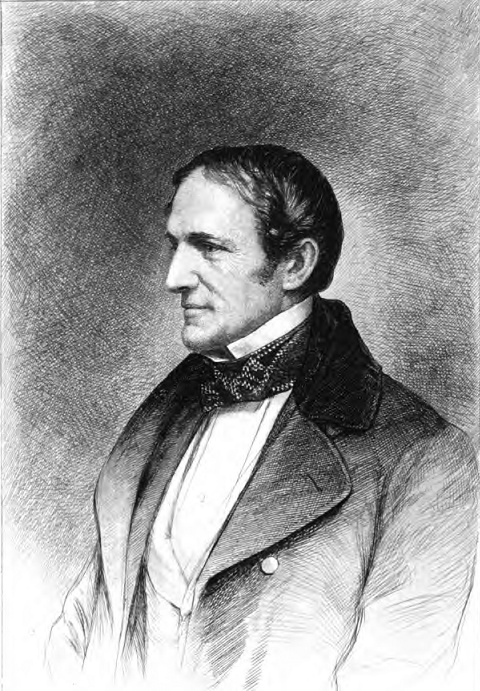
Prescott

Das Gold von Caxamalca ist eine historische Novelle von Jakob Wassermann, die 1923 in Wien zusammen mit zwei anderen Erzählungen in einer Sammlung mit dem Titel Der Geist des Pilgers erschien. Erzählt wird von der Gefangenschaft und dem Sterben des Inka-Herrschers Atahuallpa während eines Feldzugs unter General „Francesco Pizarro“ (Francisco Pizarro) gegen die Peruaner in den Jahren 1532 und 1533 aus der Perspektive des Ich-Erzählers Domingo de Soria Luce. Handlungsort ist, wie schon im Titel festgestellt, die alte Inkastadt Cajamarca. Höhepunkte der Handlung sind die Schlacht von Cajamarca, die Hinrichtung des Inka-Herrschers und das Massaker an den Inka.
Als Quelle diente Wassermann das Buch Conquest of Peru von William Hickling Prescott aus dem Jahr 1847. Inwieweit der Vorwurf des Plagiats gerechtfertigt ist, wird bis heute diskutiert.
Im Mittelpunkt von Wassermanns Darstellung der Ereignisse steht der Kontrast zwischen dem als „edlem Wilden“ dargestellten Atahuallpa und der maßlosen Goldgier der Spanier und der Unreinheit, die mit ihnen über das Land gekommen ist und Atahuallpa lähmt. Das Buch ist eine verbreitete Schullektüre in der Mittelstufe besonders der Gymnasien (7./8. Jahrgangsstufe).

## Inhaltsangabe
1. Kapitel
Dreizehn Jahre nach der Eroberung des Landes Peru hat sich der stotternde Ritter Domingo de Soria Luce in ein Kloster der Stadt Lima als Mönch zurückgezogen. Anno 1562, dreißig Jahre nach den Ereignissen, erzählt Domingo von den letzten Monaten im Leben des Inkaherrschers Atahuallpa:
2. Kapitel
Anno 1532 zieht Domingo als Offizier und Ritter unter General Francesco Pizarro sieben Tage über das ungeheure Gebirge der Kordilleren nach Caxamalca – der Froststadt. Dort lagert das Heer des Inka Atahuallpa. Die dreihundert Ritter und etliches Fußvolk sind bestürzt angesichts der unübersehbaren Heerscharen des peruanischen Gegners (die allerdings ihrerseits die Pferde, Kanonen und Gewehre der Spanier fürchten).
3. Kapitel
General Pizarro schickt den jungen Ritter Hernando de Soto, einen Freund des Ich-Erzählers Domingo, zusammen mit fünfzehn Reitern ins Heerlager des Inka. In der Gesandtschaft reiten auch Domingo und der getaufte eingeborene Dolmetscher Felipillo (außer dem gegen den Inka hasserfüllten, verschlagenen Felipillo konnten die Spanier keinen einzigen Abtrünnigen in ganz Peru finden).
Hernando bittet Atahuallpa um einen Gegenbesuch beim General Pizarro. Der Inka schweigt beharrlich, sagt dann aber einen Besuch für den nächsten Tag zu.
Die Fremdlinge werfen begehrliche Blicke auf die Goldschätze ringsum. Hernando führt Reitkünste vor. Der Inka habe diejenigen seiner Edlen, die vor dem Reiter Furcht zeigen, noch am selben Tage wegen Feigheit hinrichten lassen, hat Domingo gehört.
4. Kapitel
General Pizarro weiß, dass er trotz erwarteter Verstärkung mit nur sechshundert Mann gegen die peruanische Übermacht wenig ausrichten kann. Deshalb will er den Inka in einen Hinterhalt locken und ihn im Angesicht seines ganzen Heeres zum Gefangenen machen.
5. Kapitel
Pizarros tollkühner Plan flößt den kastilischen Rittern große Besorgnis ein. Doch der Ich-Erzähler Domingo, der daheim in Kastilien sein Erbteil vertan hat, sieht auch keinen anderen Weg, um die Schätze Neu-Indiens zu erbeuten.
6. Kapitel
Domingo weiß von Tempeln mit Dächern und Treppenstufen aus Gold. Den Peruanern bedeutet Goldbesitz nichts. Unbegreiflich – Besitzverhältnisse sind hier (in „Neu-Indien“) ganz anders geregelt als in Europa.
7. Kapitel
Der Inka Atahuallpa erscheint im Feldlager Pizarros, sitzend auf einem Thronsessel aus gediegenem Gold. Getragen wird er von acht der vornehmsten Edelleute. Pater Valverde, der kastilische Feldpriester, fordert Atahuallpa wiederholt auf, sich dem christlichen Kaiser in Übersee zu unterwerfen. In dem Fall werde der Kaiser den zinspflichtigen Atahuallpa beschützen. Der Inka schaut den Pater ratlos, halb verwundert, halb unwillig an.
Pizarro lässt seinen Besuch überfallen. Die Inkas wehren sich erstaunlicherweise nicht. Durch das schauerliche Gemetzel werden alle Auswege mit Leichen verstopft. Atahuallpa wird als Gefangener abgeführt.
8. Kapitel
Die Eindringlinge plündern und legen Feuer. Der Dolmetscher Felipillo rät Atahuallpa, er solle sich doch einfach mit Gold freikaufen. Atahuallpa begreift das nicht. Für ihn besitzt Gold keinen konkreten Wert.
9. Kapitel
Vom Hofe des Inka – des Sohnes der Sonne – kommen verstörte Untertanen und wollen zu ihrem gefangenen Herrn vorgelassen werden. Pizarro wählt einige aus. Darunter ist der Prinz Curacas, der Lieblingshalbbruder des Inka. Die Abgewiesenen begehen Selbstmord.
10. Kapitel
Atahuallpa erträgt die Gefangenschaft fast ohne Schlaf, mit gekreuzten Beinen auf den Fliesen kauernd.
11. Kapitel
Zwischen Atahuallpas Halbbruder und einem kastilischen Bewacher kommt es zu einer Auseinandersetzung. Der Soldat zieht das Schwert. Atahuallpa kann seinen Halbbruder retten, indem er dem Soldaten Gold schenkt.
12. Kapitel
Der Inka erkennt, mit Gold kann er sich freikaufen. Er verspricht Pizarro, für seine Freiheit ein Zimmer mit Gold zu füllen und zwar innerhalb von zwei Monaten. Der Vertrag wird geschlossen. Die kastilischen Conquistadoren sind wie toll vor Freude.
13. Kapitel
Dem Inka graut es vor Pizarro und dessen Leuten, als das Gold nach und nach eintrifft und sich das Zimmer unter deren glasigen Blicken langsam füllt. Hunderttausende von bewaffneten Inkakriegern schreiten nicht ein, um die dreihundert Eindringlinge zu töten.
14. Kapitel
Atahuallpas Lieblingsschwester und -Gattin Huoco lässt einen kugelförmigen Opal überbringen. Atahuallpa schickt ihn zurück. Das ist das Todesurteil für die Frau. Man bringt Atahuallpas gezähmten Puma. Das traurige Tier stirbt in der Gefangenschaft. Der Inkageneral Callcuchima wartet mit dreißigtausend Kriegern auf das Losschlagen. Atahuallpa weist seinen ältesten Heerführer ab.
15. Kapitel
Der Dolmetscher Felipillo attackiert in sinnlicher Besessenheit eine der jungen Frauen des Inkakönigs. Atahuallpa beschwert sich bei Pizarro über dieses schlimmste Verbrechen eines Peruaners. Darauf redet der Dolmetscher dem aufhorchenden General Pizarro ein, Atahuallpa habe mit seinem Heerführer eine Verschwörung gegen die Eroberer verabredet. Pizarro schenkt dem Glauben, weil er den Vertrag mit Atahuallpa brechen möchte.
16. Kapitel
Pizarro lässt die aufgehäuften Schätze durch einheimische Goldschmiede einschmelzen. Die dreihundert Mann starke kastilische Verstärkung kommt. Entsetzt sieht Atahuallpa mit an, wie ein kastilischer Soldat den eigenen Kameraden im Streit um ein Schmuckstück, eine goldene Schildkröte, die jeder der beiden besitzen möchte, mit dem Schwert erschlägt. Inzwischen versteht der Ich-Erzähler Teile der Sprache Atahuallpas ausreichend: Atahuallpa sagt Seht nur, die goldne Schildkröte trinkt Blut.
17. Kapitel
Atahuallpa hat seinen Teil des Vertrags erfüllt. Er möchte die Freiheit. Pizarro macht Ausflüchte, zumal er befürchtet, dass er und seine Männer anschließend verloren sind. Hernando, der bei Pizarro auf Einhaltung des Vertrags besteht, wird mit einer Streife ins Gebirge geschickt und somit kaltgestellt.
18. Kapitel
Pizarro stellt einen Gerichtshof zusammen und lässt den Dolmetscher Felipillo als Hauptbelastungszeugen gegen Atahuallpa auftreten. Der Inka wird schuldig gesprochen und soll noch am selben Abend bei lebendigem Leib verbrannt werden.
19. Kapitel
Pater Valverde stimmt dem Urteil zu: Er möge sterben.
20. Kapitel
Der Inka, inzwischen mit Ketten an den Füßen, möchte im Angesicht der Sonne sterben. Pizarro stimmt zu. Atahuallpa, in Ahnung seines nahen Todes, hatte bereits nach seinen Ahnen in Cuzco geschickt.
21. Kapitel
In einem Moment der Schwäche bittet Atahuallpa um sein Leben. Pizarro scheint erschüttert zu sein, bleibt jedoch bei seinem Beschluss. Damit ist Atahuallpas Schicksal entschieden. Als dieser erkennt, dass sein Flehen vergeblich war, ergreift ihn ratlose Scham über die Selbsterniedrigung, zu der er sich hatte hinreißen lassen.
22. Kapitel
Der Inka bewundert dem Mönch Domingo gegenüber, dass die Spanier eine Schriftsprache haben. Dieser demonstriert diese Errungenschaft, indem er auf einen Fingernagel des Inkas das Wort Crux schreibt, um es dann von verschiedenen Offizieren lesen und anschließend dem Inka ins Ohr flüstern zu lassen.
Atahuallpa beschämt seinerseits nun Pizarro, indem er den General vor den dessen Offizieren als Analphabeten bloßstellt. Dieser unterschreibt mit XXX und könnte das Wort Crux nicht lesen.
In der Novelle heiß es dazu ergänzend: Atahuallpa begriff den Zusammenhang, und mit bewundernswertem Zartgefühl war er bestrebt, den begangenen Fehler wieder gutzumachen, indem er lächelnd zu dem General sagte: „Sicherlich hast du schon vorher gewußt, was geschrieben steht: Crux steht geschrieben. Du, ein Gott unter deinen Landsleuten, hattest nicht nötig, dich erst mit deinen Augen zu überzeugen.“
23. Kapitel
Der Scheiterhaufen für den Herrscher wird vorbereitet. Atahuallpa sitzt allein unbeweglich an einer langen Tafel, gedeckt für fünfundzwanzig Personen.
24. Kapitel
Der Inka erkennt, dass Gold der Gott der Eindringlinge ist. Ihn dauern die Sonnenlosen. Atahuallpa fragt die Spanier wie es sei ohne Sonne zu leben und ob in Spanien denn keine Sonne scheine, da die Spanier die Sonne nicht vergöttern, sondern nur das Gold.
25. Kapitel
Auf vierundzwanzig goldenen Stühlen werden die aus ihren Gräbern „herbeigeführten“ Ahnen Atahuallpas hereingetragen. Der Inka nimmt mit ihnen symbolisch die letzte Mahlzeit ein und schreitet hernach mit heiterem Lächeln zum Richtplatz. Zu diesem Zeitpunkt wird der Ich-Erzähler Domingo für längere Zeit ohnmächtig.
26. Kapitel
Domingo schließt mit einer tiefen Klage – erkennt die Nichtigkeit alles Habens. Der Stern, auf dem er lebt, sei vielleicht von Gott verstoßen.